# Carea undicostata
Carea undicostata är en fjärilsart som beskrevs av Holloway 1976. Carea undicostata ingår i släktet Carea och familjen trågspinnare. Inga underarter finns listade i Catalogue of Life.